# 김현호 (축구인)
김현호(한국 한자: 金鉉浩, 1981년 9월 30일 ~ )는 대한민국의 전 축구 선수이며, 포지션은 공격수였다.